# Joseph Bernet
Joseph Bernet (ur. 4 września 1770 w Saint-Flour, zm. 5 lipca 1846 w Aix-en-Provence), francuski duchowny katolicki, arcybiskup Aix, kardynał.

## Życiorys
Studiował w seminarium św. Sulpicjusza w Paryżu, święcenia kapłańskie otrzymał 4 listopada 1795. Był wikariuszem jednej z parafii w Orleanie, proboszczem, pełnił funkcję jałmużnika Domu Królewskiego. W czerwcu 1827 został mianowany biskupem La Rochelle, sakry biskupiej udzielił mu 12 sierpnia 1827 w Paryżu arcybiskup paryski Hyacinthe-Louis de Quélen. W lutym 1836 został promowany na arcybiskupa Aix.
W lipcu 1840 otrzymał tytuł asystenta Tronu Papieskiego, w styczniu 1846 papież Grzegorz XVI wyniósł go do godności kardynała prezbitera. Kardynał Bernet nie brał udziału w konklawe w czerwcu 1846, na którym na papieża wybrano Giovanniego Mastai-Ferretti (Piusa IX); pół miesiąca po tym konklawe zmarł. Został pochowany w katedrze w Aix.